# Ruth Jacobsen
Ruth Jacobsen (* 8. April 1932 in Frankenburg, Deutschland; † 19. Februar 2019 in Southampton (New York), USA) war eine in Deutschland geborene US-amerikanische Künstlerin und Autorin. Als jüdisches Kind wurde sie von christlichen Familien in den Niederlanden versteckt. Nach dem Krieg wanderte sie in die USA aus.

## Biografie
Ruth Jacobsen wurde am 8. April 1932 in Frankenburg als Tochter des jüdischen Ehepaars Walter und Paula Jacobsen geboren. Unter dem Eindruck der Novemberpogrome 1938 floh die Familie 1939 in die Niederlande und wohnte in Oud-Zuilen. 1942 mussten sie mit Unterstützung des niederländischen Widerstandes untertauchen. Ruth wurde von ihren Eltern getrennt und nacheinander in verschiedenen christlichen Familien untergebracht.
Bei Kriegsende kam sie wieder zu ihren Eltern, die jedoch beide traumatisiert Selbstmord begingen. 1953 wanderte Ruth in die USA aus, wo sie bei entfernten Verwandten unterkam. Sie arbeitete als Textildesignerin und wurde die erste Frau, die in New York City als Filmvorführerin angestellt wurde. In ihrer Freizeit widmete sie sich der darstellenden Kunst, insbesondere der Collage. Ihre Themen waren der Holocaust, die Aidskrise der 1980er Jahre und die Rechte der amerikanischen Ureinwohner. Daneben war sie als Aktivistin in der LGBTQ+-Szene aktiv.
Im Ruhestand schuf sie zahlreiche Collagen aus Briefen und Fotografien aus ihrer eigenen Vergangenheit, die sie von Familien bekommen hatte, bei denen sie während des Krieges untergetaucht war. Sie veröffentlichte zwei Bücher und hielt Vorträge über die Zeit des Holocaust.
Ruth Jacobsen starb am 19. Februar 2019 in Southampton (New York), wo sie mehr als drei Jahrzehnte mit ihrer Lebenspartnerin Christine Epifania († 2017) gelebt hatte. Eine Sammlung ihres Nachlasses befindet sich im Leo Baeck Institute (LBI) im Center for Jewish History (CJH) in New York City.